# Наумов, Василий Михайлович
Василий Михайлович Наумов (1919—1988) — советский военный. Участник Великой Отечественной войны. Герой Советского Союза (1945). Капитан.

## Биография
Родился 27 декабря 1919 года в деревне Колбинка Петровского уезда Саратовской губернии РСФСР (ныне Лопатинского района Пензенской области Российской Федерации) в крестьянской семье. Русский. Окончил начальную школу и курсы трактористов. До призыва на военную службу работал по специальности в колхозе.

### Участие в Великой Отечественной войне
В ряды Рабоче-крестьянской Красной армии В. М. Наумов был призван Даниловским районным военкоматом Пензенской области 22 сентября 1939 года. В боях с немецко-фашистскими захватчиками Василий Михайлович с 6 июля 1941 года на Западном фронте. В ходе Смоленского сражения воевал под Ярцево и Вязьмой. С января 1942 года сражался на Северо-Западном фронте. 16 февраля 1942 года был тяжело ранен в бою под Старой Руссой.
После выздоровления был направлен на учёбу в пехотное училище. В феврале 1943 года лейтенант В. Н. Наумов получил назначение на Северо-западный фронт в 380-ю стрелковую дивизию, где принял под командование стрелковую роту 1262-го стрелкового полка. Во время Старорусской операции проявил себя тактически грамотным и волевым командиром, способным решать любые поставленные перед ним задачи. По завершении операции дивизия была выведена в резерв и вскоре переброшена в район Курской дуги. В период подготовки к Курской битве Василий Михайлович много внимания уделял боевой подготовке пополнения. К лету 1943 года получил звание старшего лейтенанта. В конце мая 1943 года 380-я стрелковая дивизия была включена в состав 3-й армии Брянского фронта и заняла оборонительные позиции на реке Зуша севернее Новосиля. В июле 1943 года принимал участие в Орловской операции Курской битвы. Ещё накануне наступления перед ротой старшего лейтенанта Наумова была поставлена задача овладеть опорными пунктами немецкой обороны Грачёвка и Ржавец и выйти на рубеж реки Паниковец. От успеха действий роты Наумова во многом зависело успешное начало наступления всей дивизии. В ожесточённых боях 10-13 июля 1943 года подразделение Наумова взломало оборону противника и отбросил его за Паниковец. 13 июля 1943 года был тяжело ранен, но не покинул поля боя, пока поставленная задача не была выполнена.
Лечение шло тяжело, и из-за возникших осложнений Наумов вернулся в строй лишь в мае 1944 года. Был направлен на 2-й Украинский фронт, где получил назначение на должность командира 9-й стрелковой роты 857-го стрелкового полка 294-й стрелковой дивизии 52-й армии. В результате успешно проведённой весной 1944 года Уманско-Ботошанской операции войска фронта вступили на территорию Румынии и заняли выгодные позиции на возвышенностях севернее Ясс. Пытаясь отбросить советские войска с румынской территории, противник стянул к Яссам крупные резервы и в конце мая 1944 года нанёс ряд мощных контрударов. 30 мая 1944 года крупными силами пехоты немцы предприняли атаку на позиции роты старшего лейтенанта В. М. Наумова, державшей оборону у румынской деревни Редиу-Алдей. Проявив выдержку и хладнокровие, бойцы Наумова подпустили вражеских солдат на максимально близкое расстояние и по команде командира закидали их гранатами, после чего открыли ураганный огонь по цепям неприятеля из стрелкового оружия и пулемётов. За счёт грамотно выбранной тактики, правильной расстановки сил и огневых средств рота отбросила превосходящие силы противника, уничтожив 50 его солдат и офицеров.
Когда перед началом Ясско-Кишинёвской операции командованию понадобился грамотный и волевой командир, способный возглавить 13-ю отдельную штрафную роту, выбор пал на старшего лейтенанта Наумова. 20 августа 1944 года при прорыве вражеской обороны западнее Ясс, приданная 656-му стрелковому полку 116-й стрелковой дивизии, 13-я отдельная штрафная рота 52-й армии под командованием Наумова первой ворвалась во вражеские траншеи, уничтожила 80 и взяла в плен 70 солдат и офицеров противника. Старший лейтенант Наумов, находившийся в боевых порядках роты, лично уничтожил 10 немецких солдат. В боях по окружению немецких и румынских войск под Кишинёвом 28 августа 1944 года старший лейтенант Наумов с 30 солдатами первым ворвался в опорный пункт вражеской обороны, и несмотря на полученное ранение, лично уничтожил 12 солдат неприятеля. 5 сентября 1944 года 52-я армия была выведена в резерв Ставки Верховного Главнокомандования, а в конце октября передана в резерв 1-го Украинского фронта и до конца 1944 года в боевых действиях не участвовала. В этот период старший лейтенант В. М. Наумов был переведён на должность командира стрелковой роты в 359-го стрелковый полк 50-й стрелковой дивизии.
С января 1945 года 52-я армия участвовала в Сандомирско-Силезской операции, и наступая в направлении Сташув, Радомско и Рыхталь, к концу месяца вышла к реке Одер в районе города Бреслау. В ночь с 29 на 30 января 1945 года рота старшего лейтенанта В. М. Наумова на подручных средствах форсировала реку и захватила плацдарм на левом берегу. Отразив 8 яростных контратак противника с большими для него потерями, подразделение удержало плацдарм до подхода основных сил. В трудные минуты боя Наумов сам ложился за станковый пулемёт, уничтожив 25 солдат и офицеров противника.
Указом Президиума Верховного Совета СССР от 10 апреля 1945 года за образцовое выполнение заданий командования на фронте борьбы с немецкими захватчиками и проявленные при этом отвагу и геройство старшему лейтенанту Наумову Василию Михайловичу было присвоено звание Героя Советского Союза с вручением Ордена Ленина и медали «Золотая Звезда» (№ 6516).
За отличие в боях на Одере В. М. Наумову было присвоено и очередное воинское звание — капитан. В ходе Берлинской операции 52-я армия прикрывала левый фланг фронта и отражала попытки группы армий «Центр» выйти в тыл наступающих на Берлин войск Красной Армии. Рота капитана В. М. Наумова, державшая оборону в районе населённого пункта Грос-Крауша, на своём участке отразила три яростные атаки превосходящих сил противника, уничтожив 3 танка, 13 огневых точек и до 60 солдат и офицеров вермахта. Затем Василий Михайлович с группой бойцов обошёл позиции немцев с тыла, и ворвавшись в населённый пункт в ожесточённой рукопашной схватке овладел им, уничтожив при этом 29 солдат неприятеля. Победу капитан В. М. Наумов встретил в Чехословакии на реке Лаба северо-восточнее Праги, куда 50-я стрелковая дивизия вышла в ходе Пражской операции.

### После войны
Вскоре после окончания Великой Отечественной войны капитан В. М. Наумов был направлен на курсы усовершенствования офицерского состава «Выстрел», которые окончил в 1946 году. Однако резко пошатнувшееся здоровье не позволило ему продолжить службу в армии. Уволившись по состоянию здоровья в запас, поселился в городе Саратов. Работал на оборонном предприятии «Саратовское электроагрегатное производственное объединение» (СЭПО). 28 ноября 1988 года скончался. Похоронен в Саратове.

## Награды
- Медаль «Золотая Звезда» (10.04.1945).
- Орден Ленина (10.04.1945).
- Орден Отечественной войны 1-й степени — дважды (09.05.1945; 06.04.1985).
- Орден Отечественной войны 2-й степени (21.06.1944).
- Орден Красной Звезды — дважды (17.07.1943; 31.08.1944).
- Медали.

## Документы
- Общедоступный электронный банк документов «Подвиг Народа в Великой Отечественной войне 1941—1945 гг.» Дата обращения: 30 мая 2013. Архивировано из оригинала 13 марта 2012 года.

Герой Советского Союза. Дата обращения: 30 мая 2013. Архивировано 31 мая 2013 года.
Указ Президиума Верховного Совета СССР. Дата обращения: 30 мая 2013. Архивировано 31 мая 2013 года.
Список награждённых. Дата обращения: 30 мая 2013. Архивировано 31 мая 2013 года.
Орден Отечественной войны 1-й степени (1945). Дата обращения: 30 мая 2013. Архивировано 31 мая 2013 года.
Орден Отечественной войны 1-й степени (1985). Дата обращения: 30 мая 2013. Архивировано 31 мая 2013 года.
Орден Отечественной войны 2-й степени. Дата обращения: 30 мая 2013. Архивировано 31 мая 2013 года.
Орден Красной Звезды (1943). Дата обращения: 30 мая 2013. Архивировано 31 мая 2013 года.
Орден Красной Звезды (1944). Дата обращения: 30 мая 2013. Архивировано 31 мая 2013 года.